# Plestiodon skiltonianus
Plestiodon skiltonianus (західний сцинк) — вид сцинкоподібних ящірок родини сцинкових (Scincidae). Мешкає в Північній Америці.

## Підвиди
Виділяють чотири підвиди:
- Plestiodon skiltonianus interparietalis (Tanner, 1958) — крайній південь Каліфорнії і північ Нижньої Каліфорнії;
- Plestiodon skiltonianus skiltonianus Baird & Girard, 1852 — захід Північної Америки;
- Plestiodon skiltonianus utahensis (Tanner, 1958) — Невада, захід Юти, північ Аризони, південь Айдахо.

## Поширення і екологія
Західні сцинки шипоко поширені на заході Північної Америки, від півдня Британської Колумбії в Канаді через штати Вашингтон, Орегон, Каліфорнія, Айдахо, Монтана, Юта, Невада і Аризона до півночі Нижньої Каліфорнії в Мексиці. Вони живуть в різноманітних природних середовищах, зокрема на луках, в чагарниках чапалалю, в сосново-ялівцевих лісах, соснових або сосново-дубових рідколіссях та серед відкритих скель поблиху струмків, на висоті до 2530 м над рівнем моря. Віддають перевагу рідколіссям та передгір'ям, часто поблизу скель і струмків. Живляться дрібними безхребетними, відкладають яйця.